# Altforst
Altforst is een dorp in de gemeente West Maas en Waal, in de Nederlandse provincie Gelderland. De gemeente West Maas en Waal is ontstaan in 1984 na de herindeling van de gemeenten Appeltern, Dreumel en Wamel. Voor 1984 was Altforst onderdeel van de gemeente Appeltern.
Op 1 januari 2023 telde Altforst 630 inwoners.

## Voorzieningen
In Altforst staan twee kerken, een katholieke en een protestantse. De protestantse kerk is echter niet meer als zodanig in gebruik en functioneert nu als museum voor moderne kunst.
Altforst heeft één crèche en één basisschool. Er zijn geen winkels voor de eerste levensbehoeften zoals een supermarkt, bakker, slager en dergelijke. Hiervoor zijn de inwoners afhankelijk van de omliggende dorpen zoals Beneden-Leeuwen en Druten.

## Afbeeldingen

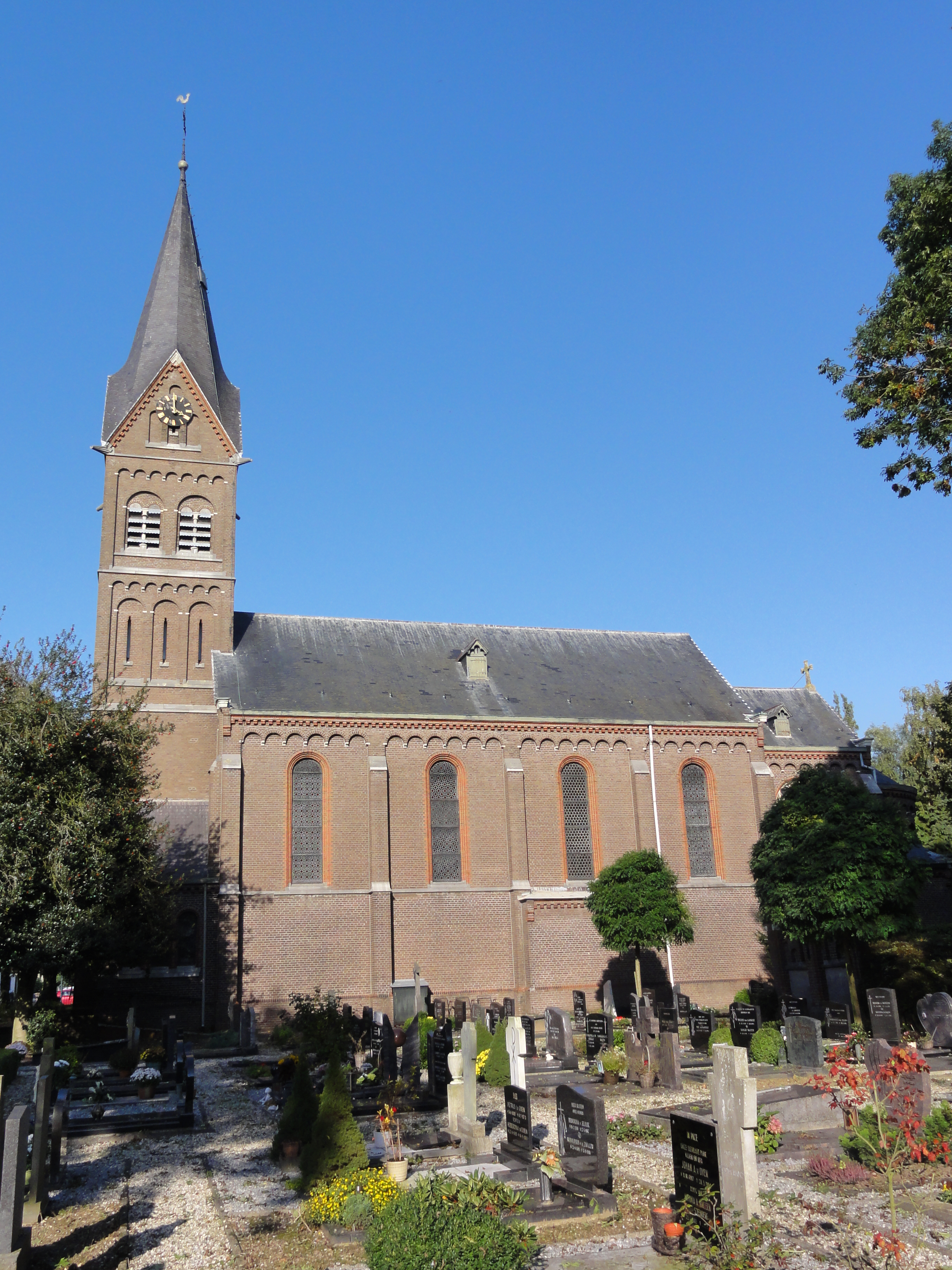
katholieke Donatuskerk
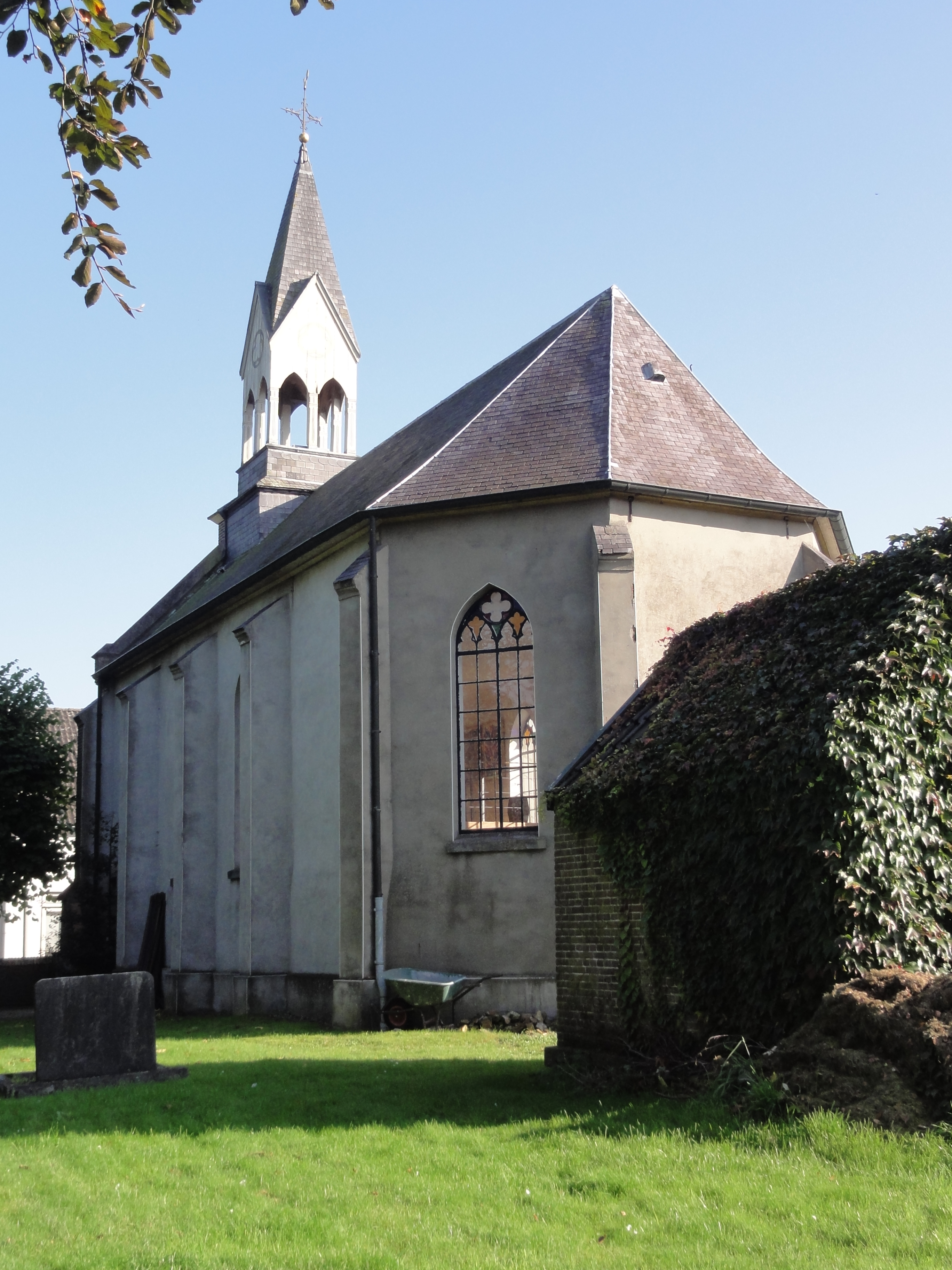
protestantse kerk

## Evenementen
Sinds 1979 wordt op 1e Pinksterdag het evenement PinksterVaria gehouden. De gelden hiervan komen ten goede aan het verenigingsleven en de leefbaarheid in Altforst.
Altforst is het startpunt van DijkenSport, een jaarlijks terugkerende marathon over de dijken van West Maas en Waal, die deelnemers trekt vanuit heel Nederland.

## Verenigingen
Altforst herbergt een diversiteit aan verenigingen zoals voetbalvereniging AAC, Jeugdvereniging Jeugd Van Altforst en Carnavalsvereniging De Kikvorsche.